# Hidrografia da Polônia

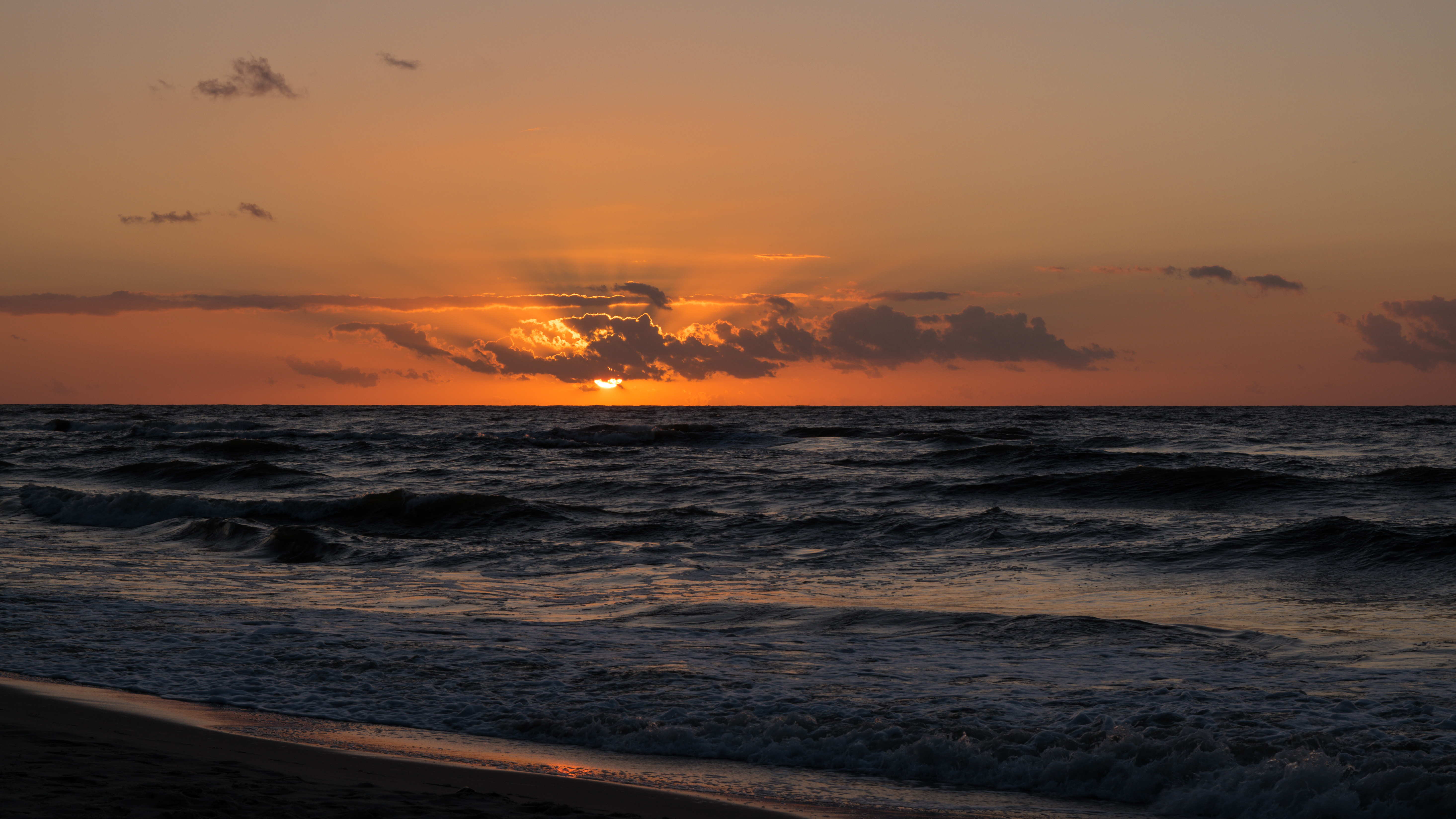
Mar Báltico na Polônia.

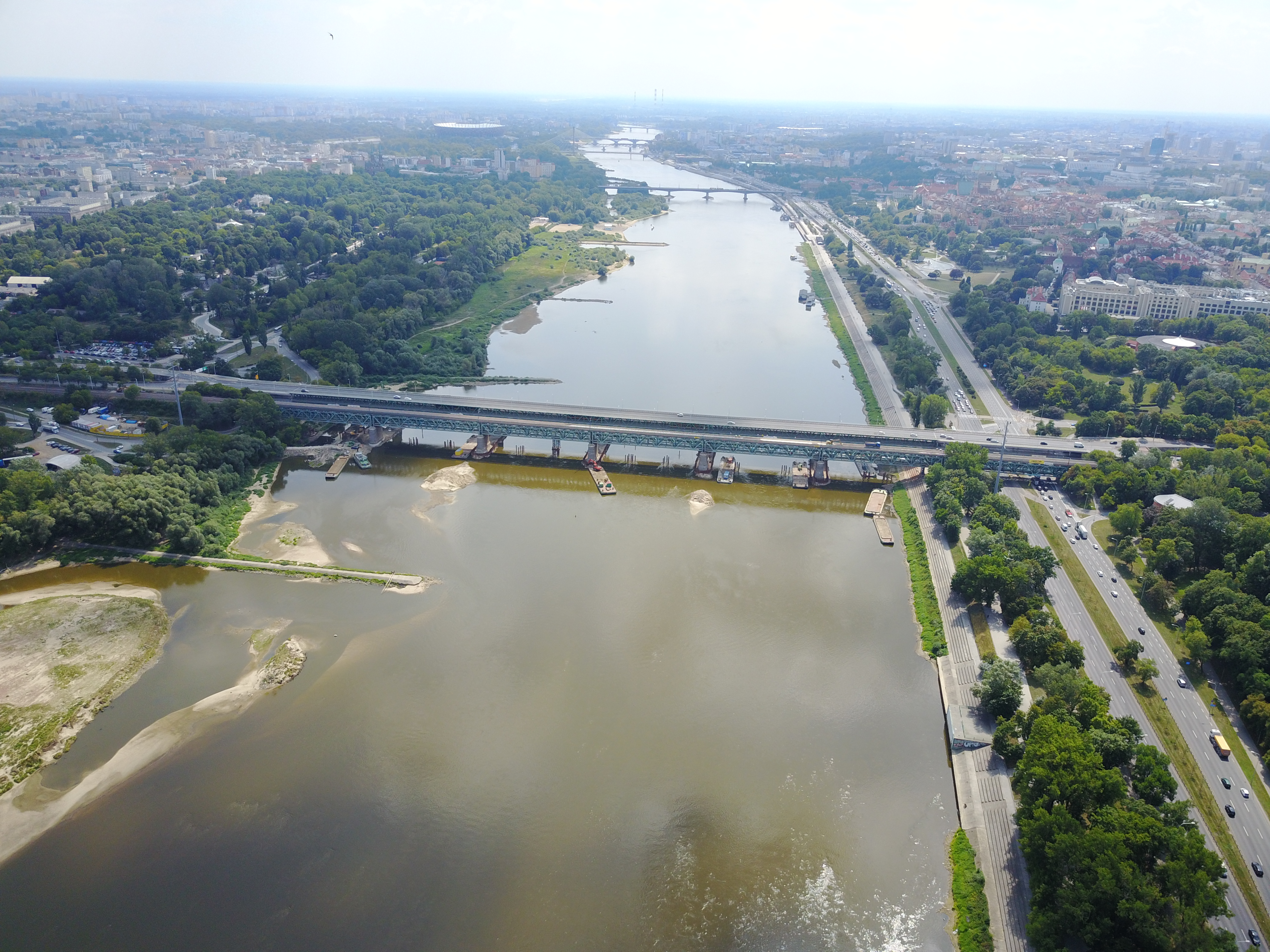
Ponte sobre o Rio Vístula, Polônia.

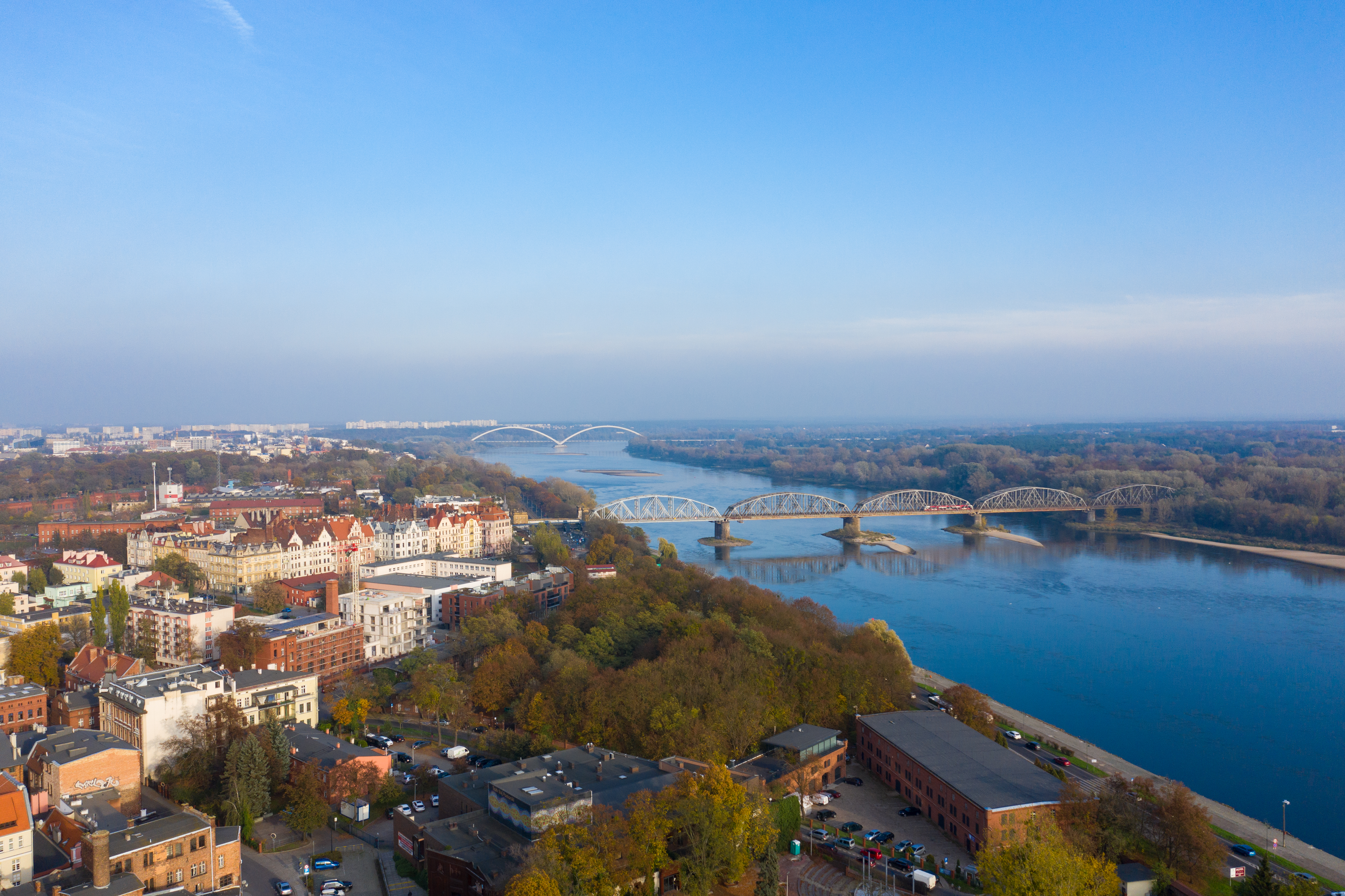
Vista sobre Toruń, na Polônia.

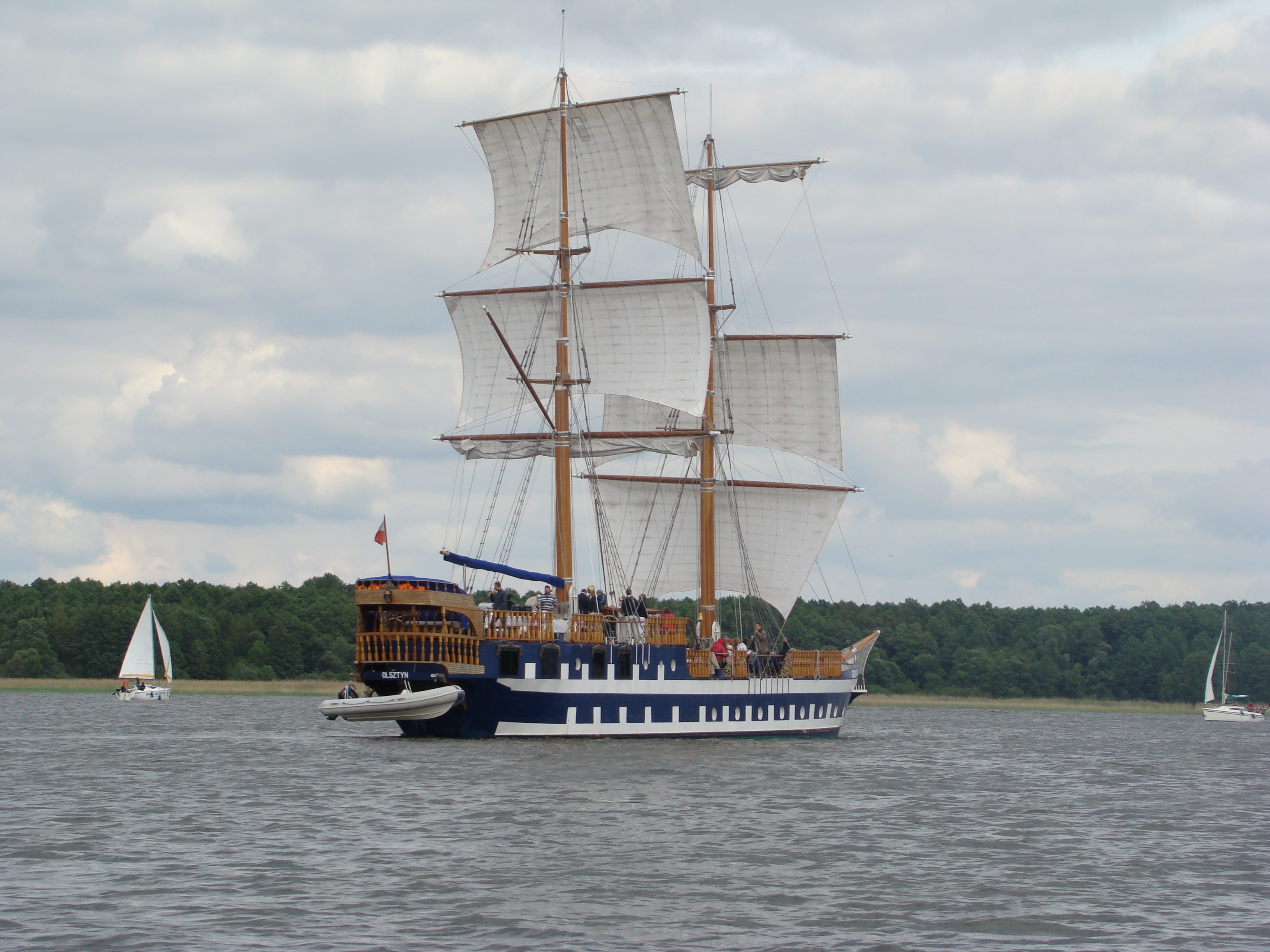
Velejando no Lago Mikołajskie, Masúria.

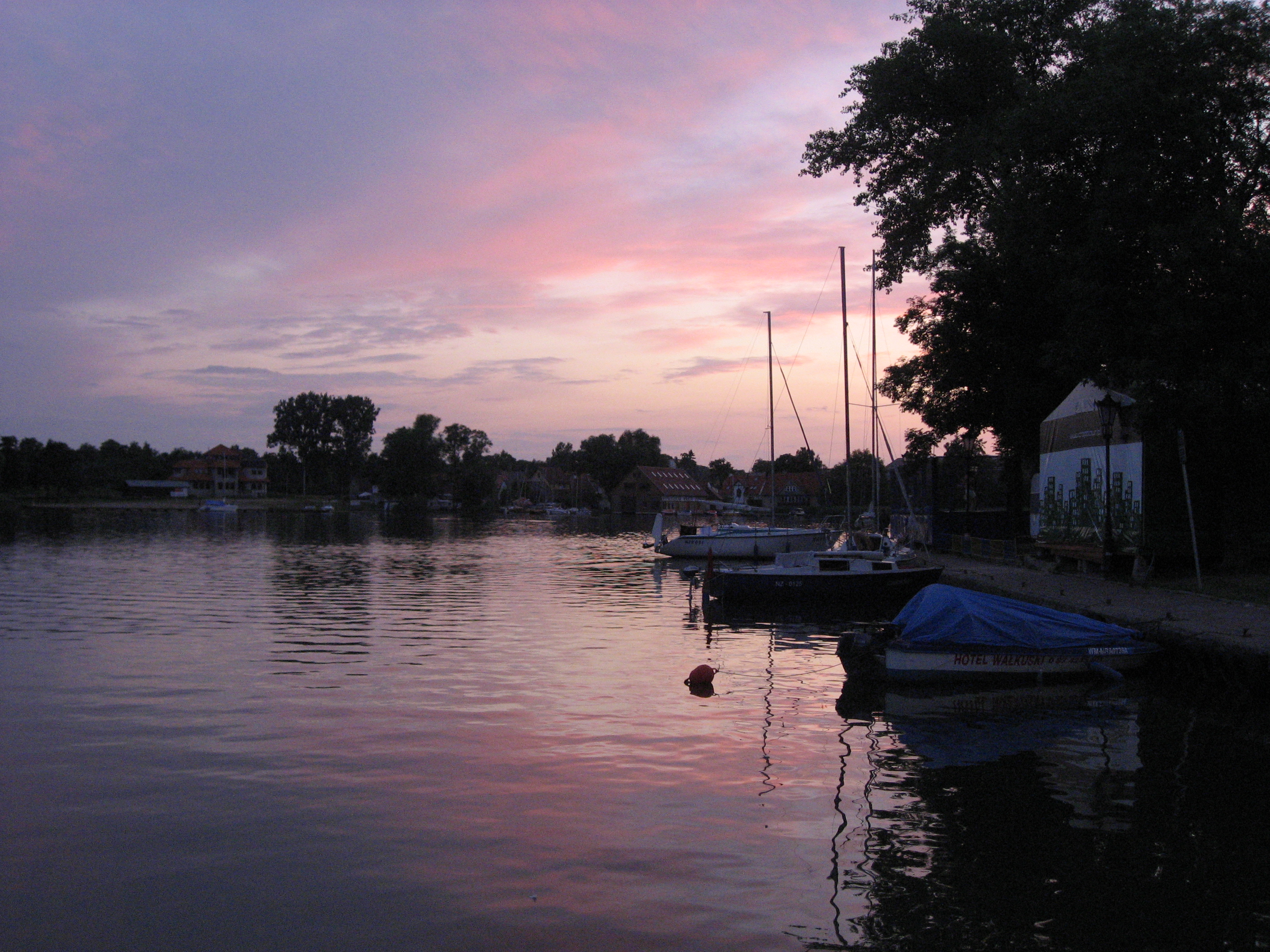
Pôr-do-Sol em lago da Polônia.

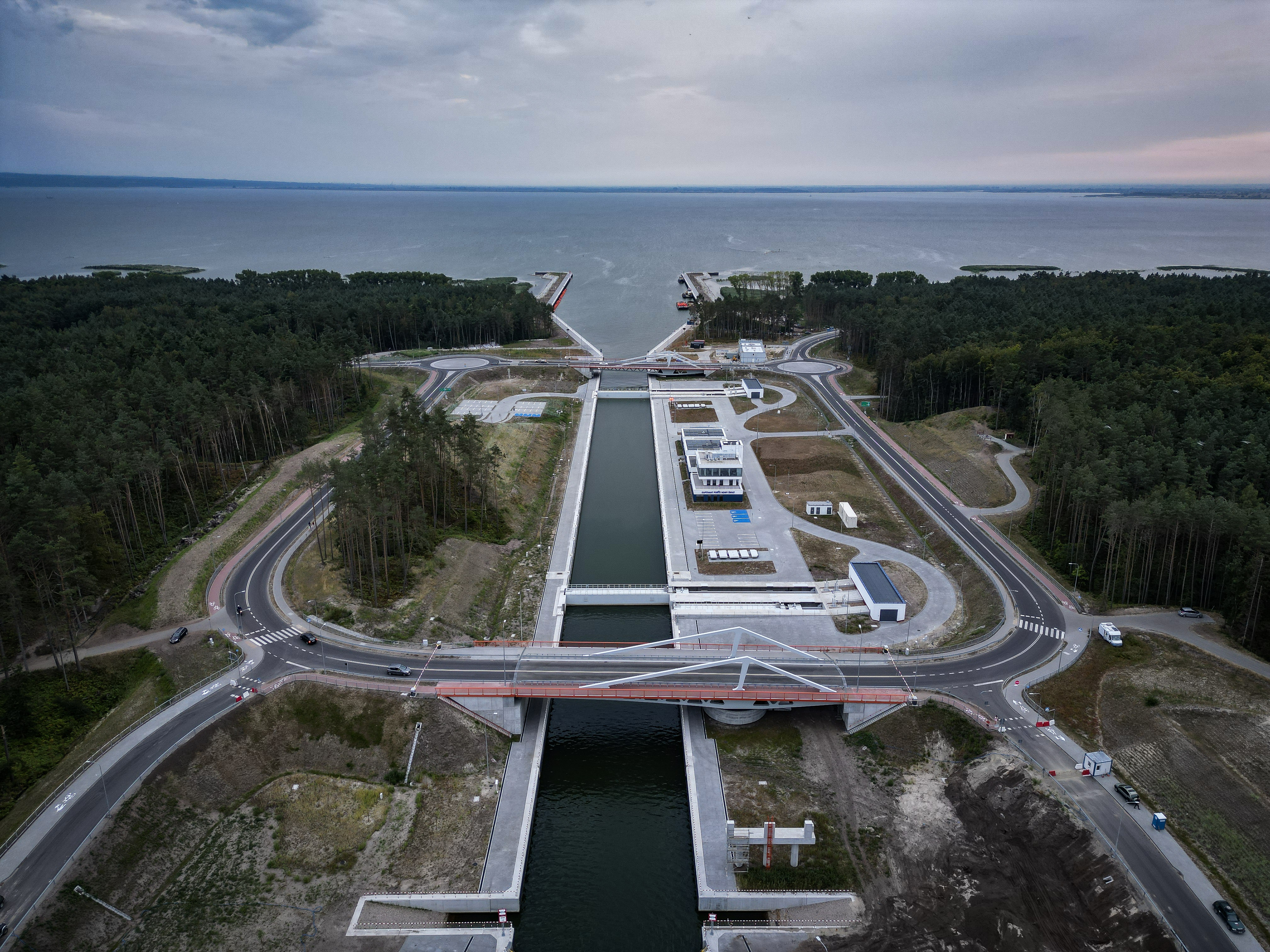
O Canal Vistula Spit (nome oficial canal de navios Nowy Świat, polonês: Kanał żeglugowy Nowy Świat) é um canal que atravessa a seção polonesa do Vistula Spit que cria uma segunda conexão entre a Lagoa do Vístula e o Golfo de Gdańsk.

A Hidrografia da Polônia é uma parte vital da paisagem do país, fornecendo água potável, suporte econômico e oportunidades recreativas para seus habitantes. A conservação e gestão sustentável desses recursos são essenciais para garantir seu uso contínuo e preservar sua beleza natural para as gerações futuras. Essa hidrografia é caracterizada por uma rede extensa de rios, lagos e uma costa marítima significativa ao longo do Mar Báltico. Esses recursos hídricos desempenham um papel vital na vida do país, desde o fornecimento de água potável até o suporte à agricultura, turismo e transporte.

## Rios da Polônia
Os rios da Polônia desempenham um papel crucial na vida do país, moldando sua paisagem, sustentando a biodiversidade e desempenhando um papel vital na história e na cultura polonesas. Com uma rede de rios extensa e diversificada, a Polônia é abençoada com uma riqueza de recursos hídricos. Abaixo, são destacados alguns dos rios mais importantes da Polônia:
1. Rio Vístula (Wisła): O rio Vístula é o maior e mais importante rio da Polônia, fluindo por cerca de 1.047 quilômetros de extensão, desde suas nascentes nos Montes Tatras, no sul do país, até seu estuário no Mar Báltico, próximo à cidade de Gdansk. O Vístula desempenha um papel crucial na história e na cultura polonesas, tendo sido uma importante via navegável desde tempos antigos e uma rota vital de comércio e transporte ao longo dos séculos.
2. Rio Oder (Odra): O rio Oder é outro rio significativo da Polônia, estendendo-se por aproximadamente 854 quilômetros, formando parte da fronteira ocidental do país com a Alemanha. O Oder desempenha um papel importante na drenagem da região oeste da Polônia e é uma importante via navegável, facilitando o transporte de mercadorias e passageiros entre a Polônia e outros países europeus.
3. Rio Warta: O rio Warta é um dos principais afluentes do rio Oder e é o terceiro maior rio da Polônia, com aproximadamente 808 quilômetros de comprimento. Ele flui através das regiões central e ocidental da Polônia, passando por cidades importantes como Poznań e Gorzów Wielkopolski. O Warta desempenha um papel crucial na irrigação, na navegação e na sustentação da biodiversidade da região.
4. Rio Bug: O rio Bug é outro importante afluente do rio Vístula, fluindo por aproximadamente 772 quilômetros na parte oriental da Polônia. Ele marca parte da fronteira oriental do país com a Bielorrússia e desempenha um papel vital na drenagem das regiões pantanosas e na sustentação da vida selvagem. O Bug é uma importante via navegável e uma rota popular para o turismo fluvial na região.
5. Rio Narew: O rio Narew é um afluente do rio Vístula, fluindo por aproximadamente 484 quilômetros na parte nordeste da Polônia. Ele se origina na região dos lagos da Masúria e desempenha um papel importante na drenagem das terras úmidas e na sustentação da vida selvagem da região. O Narew é conhecido por sua paisagem natural intocada e é um destino popular para atividades ao ar livre, como canoagem e observação de aves.
Esses são apenas alguns exemplos dos muitos rios que fluem pela Polônia, contribuindo para sua rica herança natural, cultural e histórica. Os rios poloneses são uma fonte de vida e inspiração, moldando a paisagem e a identidade do país ao longo dos séculos.

## Lagos da Polônia
A Polônia possui uma grande quantidade de lagos, especialmente nas regiões do norte e nordeste do país. A região dos lagos da Masúria, por exemplo, é conhecida por seus lagos pitorescos e é um destino popular para atividades recreativas, como navegação, pesca e camping. Além disso, os lagos também desempenham um papel importante na regulação do clima e na biodiversidade da região. Esses lagos adornam sua paisagem e oferecem oportunidades para atividades recreativas ao ar livre. Estes lagos desempenham um papel importante na biodiversidade, no turismo e na qualidade de vida dos habitantes locais. Abaixo, são listados alguns dos lagos mais notáveis da Polônia:
1. Masúria (Mazury): A região da Masúria, no nordeste da Polônia, é famosa por seus milhares de lagos interligados, criando uma paisagem deslumbrante de água doce. Alguns dos lagos mais populares incluem o Lago Sniardwy, o maior lago da Polônia, o Lago Mamry, conhecido por suas águas cristalinas e ilhas pitorescas, e o Lago Niegocin, um destino popular para navegação e pesca.
2. Grande Lago (Jezioro Wielkie): Localizado na região de Pomerânia, no norte da Polônia, o Grande Lago é um dos maiores lagos naturais do país. Rodeado por florestas exuberantes e paisagens intocadas, o lago oferece oportunidades para natação, passeios de barco e observação da vida selvagem.
3. Lago Śniardwy: O Lago Śniardwy, também conhecido como Lago Śnidwy ou Lago Spirdingsee, é o maior lago da Polônia e está localizado na região da Masúria. Com uma área de aproximadamente 113 quilômetros quadrados, o Lago Śniardwy é um destino popular para atividades aquáticas, como navegação, pesca e natação.
4. Lago Mikołajskie (Lago de Mikolajki): Localizado na cidade de Mikołajki, na região da Masúria, o Lago Mikołajskie é conhecido por sua beleza cênica e atmosfera tranquila. É um destino popular para velejadores e entusiastas de esportes aquáticos, com muitos serviços de aluguel de barcos e atividades recreativas disponíveis ao longo de suas margens.
5. Lago Wigry: O Lago Wigry está situado no Parque Nacional Wigry, no nordeste da Polônia, e é conhecido por suas águas límpidas e cenário natural intocado. Rodeado por florestas exuberantes e colinas suaves, o Lago Wigry é um refúgio para a vida selvagem e um local popular para camping, caminhadas e observação de aves.
Esses são apenas alguns exemplos dos muitos lagos deslumbrantes que pontilham a paisagem da Polônia. Com suas águas cristalinas, cenários naturais impressionantes e uma variedade de atividades recreativas, os lagos poloneses atraem visitantes de todo o mundo em busca de tranquilidade e aventura na natureza.

## Canais
A Polônia possui uma rede de canais navegáveis que desempenham um papel importante na infraestrutura de transporte e no desenvolvimento econômico do país. Embora não tão extensa quanto em alguns países europeus, a rede de canais polonesa contribui para o transporte comercial, o turismo fluvial e a preservação ambiental. Os canais da Polônia desempenham um papel crucial na conectividade do país, facilitando o transporte de mercadorias, promovendo o turismo fluvial e contribuindo para o desenvolvimento econômico regional. Além disso, essas vias navegáveis têm um valor histórico e cultural significativo, atraindo visitantes de todo o mundo para explorar a beleza natural e a rica herança fluvial da Polônia. Abaixo, destacam-se alguns dos principais canais da Polônia:
1. Canal Elbląg-Ostródzki: O Canal Elbląg-Ostródzki é um dos canais mais notáveis da Polônia, localizado na região da Masúria, no norte do país. Sua característica mais distintiva são as "carrilhadas" - trechos onde os barcos são transportados em trilhos terrestres entre diferentes trechos do canal. Construído inicialmente no século XIX para fins comerciais, hoje é uma atração turística popular, proporcionando aos visitantes uma experiência única de navegação.
2. Canal Augustowski: O Canal Augustowski está situado na região nordeste da Polônia e faz parte do sistema de hidrovias da Masúria e Pomerânia. Ele conecta as bacias hidrográficas dos rios Vístula e Nemunas, proporcionando uma rota cênica através de paisagens naturais intocadas. Além de servir como via navegável, o Canal Augustowski é um destino popular para o turismo fluvial e atividades ao ar livre.
3. Canal da Vístula Inferior: Localizado na região noroeste da Polônia, próximo à cidade portuária de Gdansk, o Canal da Vístula Inferior conecta o rio Vístula ao Mar Báltico. Construído no século XIX, desempenha um papel crucial no transporte comercial, facilitando o acesso ao porto de Gdansk, um dos mais importantes do país. Além disso, o canal é frequentemente utilizado por embarcações de recreio e turistas que exploram a costa polonesa.
4. Canal do Bug Ocidental: O Canal do Bug Ocidental, localizado na parte oriental da Polônia, conecta os rios Vístula e Bug, proporcionando uma importante rota de transporte fluvial na região. Construído durante o século XIX, o canal facilita o comércio e o transporte de mercadorias entre as regiões central e oriental do país.
5. Canal de Bydgoszcz: O Canal de Bydgoszcz, localizado na cidade de Bydgoszcz, na região central da Polônia, é uma parte essencial do sistema de transporte fluvial da região. Ele conecta os rios Vístula e Oder, proporcionando uma importante rota de navegação para embarcações comerciais e turísticas.

## Costa Marítima
A Polônia possui uma extensa costa ao longo do Mar Báltico, que se estende por aproximadamente 528 quilômetros. Essa faixa costeira é caracterizada por praias arenosas, dunas costeiras e falésias calcárias. As cidades costeiras, como Gdansk, Gdynia e Sopot, são importantes centros econômicos, culturais e turísticos, e desempenham um papel vital na economia do país.

## Importância Econômica e Ambiental
Os recursos hídricos da Polônia desempenham um papel crucial na economia do país, desde o transporte de mercadorias até a geração de energia hidrelétrica. Além disso, esses recursos também são essenciais para a biodiversidade e o equilíbrio ecológico do país, fornecendo habitat para uma variedade de espécies de plantas e animais.